# What You're Proposing
What You're Proposing is een nummer van de Britse rockband Status Quo. Het is geschreven door zanger/gitarist Francis Rossi in samenwerking met Bernie Frost. Het werd op 3 oktober 1980 eerst in het Verenigd Koninkrijk, Ierland en het Europese vasteland op single uitgebracht door Vertigo ter promotie van het album Just Supposin'. De B-kant is A B Blues, een instrumentale non-album track gecomponeerd door de gehele band waaronder toetsenist Andy Bown (die op sommige persingen aangeduid werd als "Brown"). De eerste 75.000 exemplaren waren in een kleurenhoes gestoken. In november volgden Australië, Nieuw-Zeeland en Zimbabwe.

## Achtergrond
What You're Proposing werd in een aantal landen een hit. In thuisland het Verenigd Koninkrijk werd de 2e positie behaald in de UK Singles Chart, evenals in Ierland. In Australië werd de 62e positie bereikt, Zimbabwe de 14e, Frankrijk de 34e, Spanje de 3e, Duitsland de 7e, Oostenrijk de 4e en Zwitserland de 2e positie.
In Nederland was de plaat op vrijdagmiddag 26 september 1980 Veronica Alarmschijf op Hilversum 3 en werd een hit in de destijds drie landelijke hitlijsten op de nationale publieke popzender. De plaat bereikte de 7e positie in de Nederlandse Top 40, de 8e positie in de TROS Top 50 en piekte op de 4e positie in de Nationale Hitparade. In de Europese hitlijst op Hilversum 3, de TROS Europarade, werd de 2e positie behaald.
In België bereikte de plaat de 7e positie in zowel de voorloper van de Vlaamse Ultratop 50 als de Vlaamse Radio 2 Top 30. In Wallonië werd géén notering behaald.

## Andere uitvoeringen
- In het seizoen 1984-1985 van het satirische VARA televisie programma Pisa zongen Henk Spaan en Harry Vermeegen een Nederlandstalige versie onder de titel Wat een gestuntel; daarin ergerden ze zich aan de slechte prestaties van het Nederlands elftal tijdens de kwalificatie voor het Wereldkampioenschap voetbal 1986. De bijbehorende videoclip met de open vrachtwagen is ook eerder uitgevoerd door Status Quo voor hun versie van The Wanderer.
- Zelf nam Status Quo in 2014 een nieuwe versie op voor het 31e studio-album Aquostic (Stripped Bare); de presentatie van dit akoestische album op 22 oktober 2014 in de Londense Roundhouse werd vastgelegd door de BBC.

## Hitnoteringen

### Nederlandse Top 40
| Hitnotering: 04-10-1980 t/m 29-11-1980 | Hitnotering: 04-10-1980 t/m 29-11-1980 | Hitnotering: 04-10-1980 t/m 29-11-1980 | Hitnotering: 04-10-1980 t/m 29-11-1980 | Hitnotering: 04-10-1980 t/m 29-11-1980 | Hitnotering: 04-10-1980 t/m 29-11-1980 | Hitnotering: 04-10-1980 t/m 29-11-1980 | Hitnotering: 04-10-1980 t/m 29-11-1980 | Hitnotering: 04-10-1980 t/m 29-11-1980 | Hitnotering: 04-10-1980 t/m 29-11-1980 | Hitnotering: 04-10-1980 t/m 29-11-1980 |
| Week:                                  | 1                                      | 2                                      | 3                                      | 4                                      | 5                                      | 6                                      | 7                                      | 8                                      | 9                                      |                                        |
| -------------------------------------- | -------------------------------------- | -------------------------------------- | -------------------------------------- | -------------------------------------- | -------------------------------------- | -------------------------------------- | -------------------------------------- | -------------------------------------- | -------------------------------------- | -------------------------------------- |
| Positie:                               | 29                                     | 15                                     | 10                                     | 9                                      | 7                                      | 7                                      | 12                                     | 18                                     | 34                                     | uit                                    |

### Nationale Hitparade
| Hitnotering: 11-10-1980 t/m 20-12-1980 | Hitnotering: 11-10-1980 t/m 20-12-1980 | Hitnotering: 11-10-1980 t/m 20-12-1980 | Hitnotering: 11-10-1980 t/m 20-12-1980 | Hitnotering: 11-10-1980 t/m 20-12-1980 | Hitnotering: 11-10-1980 t/m 20-12-1980 | Hitnotering: 11-10-1980 t/m 20-12-1980 | Hitnotering: 11-10-1980 t/m 20-12-1980 | Hitnotering: 11-10-1980 t/m 20-12-1980 | Hitnotering: 11-10-1980 t/m 20-12-1980 | Hitnotering: 11-10-1980 t/m 20-12-1980 | Hitnotering: 11-10-1980 t/m 20-12-1980 | Hitnotering: 11-10-1980 t/m 20-12-1980 |
| Week:                                  | 1                                      | 2                                      | 3                                      | 4                                      | 5                                      | 6                                      | 7                                      | 8                                      | 9                                      | 10                                     | 11                                     |                                        |
| -------------------------------------- | -------------------------------------- | -------------------------------------- | -------------------------------------- | -------------------------------------- | -------------------------------------- | -------------------------------------- | -------------------------------------- | -------------------------------------- | -------------------------------------- | -------------------------------------- | -------------------------------------- | -------------------------------------- |
| Positie:                               | 38                                     | 5                                      | 6                                      | 5                                      | 4                                      | 4                                      | 12                                     | 14                                     | 25                                     | 29                                     | 33                                     | uit                                    |

### TROS Top 50
Hitnotering: 02-10-1980 t/m 04-12-1980. Hoogste notering: #8 (2 weken).

### TROS Europarade
Hitnotering: 02-11-1980 t/m 15-02-1981. Hoogste notering: #2 (2 weken).

### Vlaamse Ultratop 50
| Hitnotering: 18-10-1980 t/m 13-12-1980 | Hitnotering: 18-10-1980 t/m 13-12-1980 | Hitnotering: 18-10-1980 t/m 13-12-1980 | Hitnotering: 18-10-1980 t/m 13-12-1980 | Hitnotering: 18-10-1980 t/m 13-12-1980 | Hitnotering: 18-10-1980 t/m 13-12-1980 | Hitnotering: 18-10-1980 t/m 13-12-1980 | Hitnotering: 18-10-1980 t/m 13-12-1980 | Hitnotering: 18-10-1980 t/m 13-12-1980 | Hitnotering: 18-10-1980 t/m 13-12-1980 | Hitnotering: 18-10-1980 t/m 13-12-1980 |
| Week:                                  | 1                                      | 2                                      | 3                                      | 4                                      | 5                                      | 6                                      | 7                                      | 8                                      | 9                                      |                                        |
| -------------------------------------- | -------------------------------------- | -------------------------------------- | -------------------------------------- | -------------------------------------- | -------------------------------------- | -------------------------------------- | -------------------------------------- | -------------------------------------- | -------------------------------------- | -------------------------------------- |
| Positie:                               | 21                                     | 16                                     | 12                                     | 10                                     | 10                                     | 7                                      | 7                                      | 9                                      | 16                                     | uit                                    |